# مای ناکامورا
مای ناکامورا (به انگلیسی: Mai Nakamura) (زادهٔ ۱۶ ژوئیهٔ ۱۹۷۹) شناگر اهل ژاپن است.